# (44613) Rudolf
(44613) Rudolf (1999 RU31) – planetoida z pasa głównego asteroid okrążająca Słońce w ciągu 3,77 lat w średniej odległości 2,42 j.a. Odkryta 8 września 1999 roku.